# La Ferté-en-Ouche
La Ferté-en-Ouche é uma comuna francesa na região administrativa da Normandia, no departamento de Orne. Estende-se por uma área de 131.69 km². Em 2010 a comuna tinha 3 217 habitantes (densidade: 24,4 hab./km²).
Foi criada em 1 de janeiro de 2016, a partir da fusão das antigas comunas de Anceins, Bocquencé, Couvains, La Ferté-Frênel (sede da comuna), Gauville, Glos-la-Ferrière, Heugon, Monnai, Saint-Nicolas-des-Laitiers e Villers-en-Ouche.